# Cratere Udyaka
Udyaka  è un cratere sulla superficie di Venere.